# Патриоты за Европу
Патриоты за Европу (англ. Patriots for Europe, PFE) — правая и ультраправая политическая группа Европейского парламента, основанная 30 июня 2024 года перед началом десятого срока полномочий Европейского парламента. В её состав входят националистические, правопопулистские и евроскептические национальные партии из восьми европейских стран. ПЕ — неофициальный преемник группы «Идентичность и демократия», сформированной в течение девятого срока.

## История
В марте 2021 года европейские депутаты от партии Фидес были изгнаны из фракции EPP, после чего, вплоть до новых выборов они были внефракционными. Партия ANO 2011 были членами партии «Альянса либералов и демократов за Европу» и её депутаты были членами фракции «Обновляя Европу», но покинули обе организации после выборов в Европейский парламент 2024 года из-за разногласий в программе. Во время девятого срока Австрийская партия свободы была членом «Идентичность и демократия».
30 июня 2024 года представители трёх партий-основателей новой фракции подписали «Патриотический манифест для европейского будущего». Манифест определил идеологию фракции, которая включает в себя больший суверенитет стран-членов ЕС, более жесткие меры против нелегальной миграции и пересмотр Зеленого пакта для Европы.
После объявления об основании фракции, Венгерская Христианско-демократическая народная партия, имеющая одного депутата Европарламента, также объявила о своем намерении присоединиться к фракции после выхода из группы EPP. 1 июля националистическая португальская партия «Chega» стала четвертым членом партии «Патриоты Европы» с двумя депутатами Европарламента. 5 июля к ней присоединилась и испанская партия Vox, покинувшая группу «Европейских консерваторов и реформистов» (ECR). В тот же день Нидерландская Партия свободы, ранее входившая в фракцию ID, также объявила о своём переходе в новую фракцию. 6 июля Датская народная партия и Фламандский интерес, входящие в группу ID, объявили, что также перейдут в новую фракцию. 7 июля французское Национальное объединение объявило о переходе из ID в PFE. 8 июля итальянская LEGA объявила о вступлении во фракцию.

## Состав

### 10-й Европейский парламент (2024—2029)

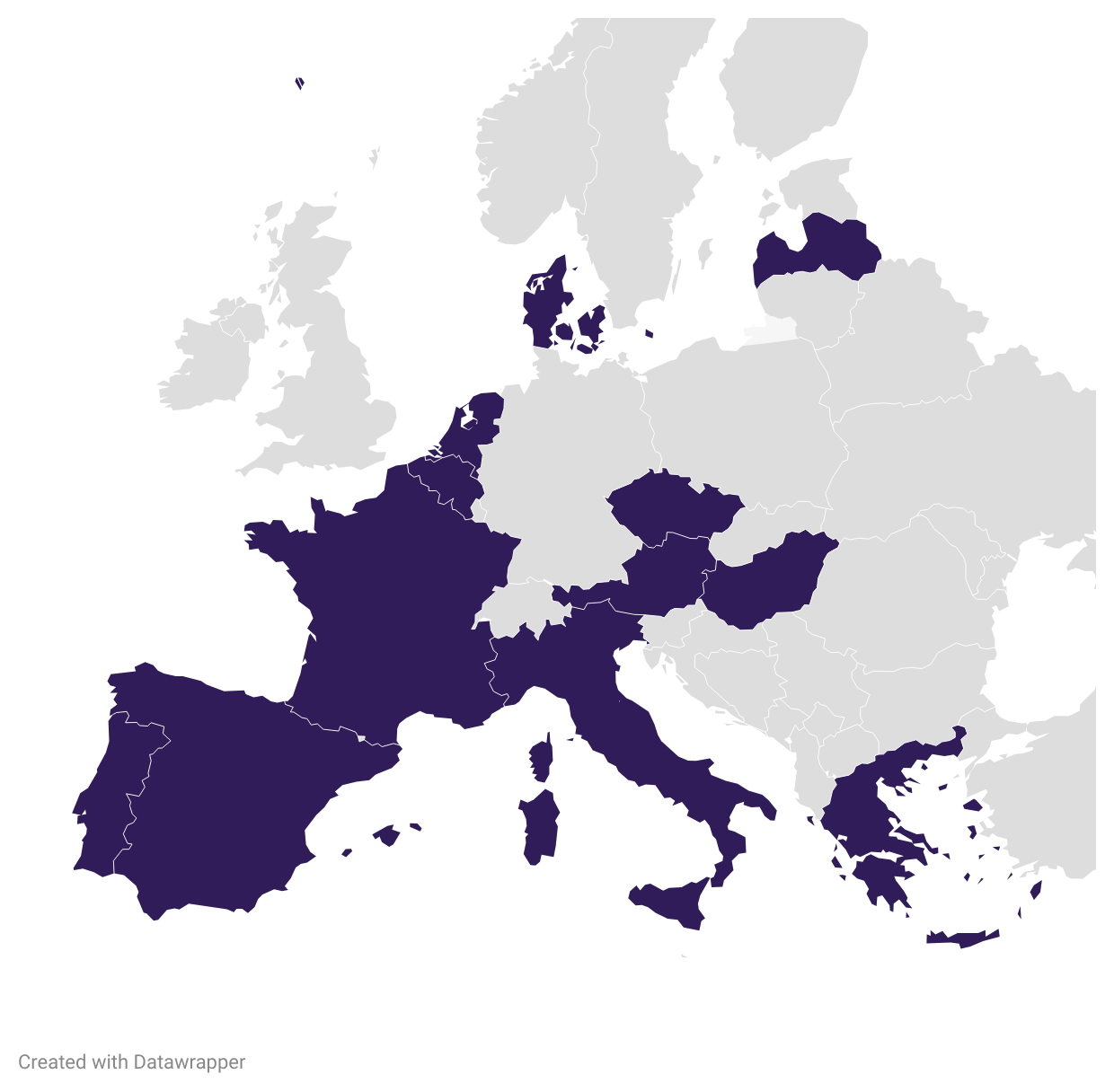
Страны происхождения партий-членов по состоянию на 8 июля 2024 г.

| Страна           | Партия | Партия                                                                               | Европейская партия | Европейская партия                             | Бывшая фракция | Бывшая фракция                        | Мандаты   |
| ---------------- | ------ | ------------------------------------------------------------------------------------ | ------------------ | ---------------------------------------------- | -------------- | ------------------------------------- | --------- |
| Австрия          |        | Австрийская партия свободы нем. Freiheitliche Partei Österreichs (FPÖ)               |                    | Партия идентичности и демократии               |                | Идентичность и демократия             | 6 из 85   |
| Бельгия          |        | Фламандский интерес нидерл. Vlaams Belang (VB)                                       |                    | Партия идентичности и демократии               |                | Идентичность и демократия             | 3 из 85   |
| Венгрия          |        | Фидес — Венгерский гражданский союз венг. Fidesz – Magyar Polgári Szövetség          |                    | Партия идентичности и демократии               |                | Внефракционные                        | 10 из 85  |
| Венгрия          |        | Христианско-демократическая народная партия венг. Kereszténydemokrata Néppárt (KDNP) |                    | Беспартийные (ранее ЕНП)                       |                | Европейская народная партия           | 1 из 85   |
| Венгрия          |        | Христианско-демократическая народная партия венг. Kereszténydemokrata Néppárt (KDNP) |                    | Беспартийные (ранее ЕНП)                       |                | Европейская народная партия           | 1 из 85   |
| Греция           |        | Голос разума греч. Φωνή Λογικής (ΦΛ)                                                 |                    | Партия идентичности и демократии               |                | Беспартийные                          | 1 из 85   |
| Дания            |        | Датская народная партия дат. Dansk Folkeparti (DF)                                   |                    | Беспартийные                                   |                | Идентичность и демократия             | 1 из 85   |
| Испания          |        | Голос Vox                                                                            |                    | Партия идентичности и демократии               |                | Европейские консерваторы и реформисты | 6 из 85   |
| Италия           |        | Лига за Сальвини премьера Lega per Salvini Premier (Lega)                            |                    | Партия идентичности и демократии               |                | Идентичность и демократия             | 8 из 85   |
| Латвия           |        | Латвия на первом месте латыш. Latvija pirmajā vietā (LPV)                            |                    | Европейское христианское политическое движение |                | Беспартийные                          | 1 из 85   |
| Нидерланды       |        | Партия свободы нидерл. Partij voor de Vrijheid (PVV)                                 |                    | Партия идентичности и демократии               |                | Идентичность и демократия             | 6 из 85   |
| Польша           |        | Национальное движение пол. Ruch Narodowy (RN)                                        |                    | Партия идентичности и демократии               |                | Внефракционные                        | 2 из 85   |
| Португалия       |        | Хватит! порт. Chega                                                                  |                    | Партия идентичности и демократии               |                | Беспартийные                          | 2 из 85   |
| Франция          |        | Национальное объединение фр. Rassemblement National (RN)                             |                    | Партия идентичности и демократии               |                | Идентичность и демократия             | 29 из 85  |
| Чехия            |        | ANO 2011 ANO 2011 (ANO)                                                              |                    | Беспартийные (ранее АЛДЕ)                      |                | Обновляя Европу                       | 7 из 85   |
| Чехия            |        | ANO 2011 ANO 2011 (ANO)                                                              |                    | Беспартийные (ранее АЛДЕ)                      |                | Обновляя Европу                       | 7 из 85   |
| Чехия            |        | Присяга чеш. Přísaha (PŘÍSAHA)                                                       |                    | Партия идентичности и демократии               |                | Беспартийные                          | 1 из 85   |
| Чехия            |        | Автомобилисты для себя чеш. Motoristé sobě (AUTO)                                    |                    | Партия идентичности и демократии               |                | Беспартийные                          | 1 из 85   |
| Европейский союз | Всего  | Всего                                                                                | Всего              | Всего                                          | Всего          | Всего                                 | 85 из 720 |